# Ella Hunt
Ella Hunt (Westminster, 29 de abril de 1998) es una actriz y cantante británica, conocida por su aparición en producciones como Intruders (2011), Les Misérables (2012), Robot Overlords (2014) y por su papel protagónico en la película Anna and the Apocalypse (2017). Entre 2016 y 2017 interpretó el papel de Ellie Marsden en la serie de televisión Cold Feet y en 2019 fue escogida en el papel de Sue Gilbert en la serie Dickinson.

## Filmografía

### Cine
| Año  | Título                                 | Papel            |
| ---- | -------------------------------------- | ---------------- |
| 2011 | Intruders                              | Ella Foster      |
| 2012 | Les Misérables                         | Turning Woman    |
| 2014 | Robot Overlords                        | Alexandra        |
| 2018 | Anna and the Apocalypse                | Anna Shepherd    |
| 2018 | The More You Ignore Me                 | Alice            |
| 2019 | Summer Night                           | Dana             |
| 2019 | Kat and the Band                       | Kat Malone       |
| 2022 | Master                                 | Cressida         |
| 2022 | Lady Chatterley's Lover                | Señorita Flint   |
| 2024 | Horizon: An American Saga - Capítulo 1 | Juliette Chesney |
| 2024 | Horizon: An American Saga - Capítulo 2 | Juliette Chesney |
| 2024 | Saturday Night                         | Gilda Radner     |

### Televisión
| Año       | Título                | Papel         | Notas             |
| --------- | --------------------- | ------------- | ----------------- |
| 2016–2017 | Cold Feet             | Ellie Marsden | 13 episodios      |
| 2017      | Endeavour             | Emma Carr     | 1 episodio        |
| 2017      | Les enquêtes de Morse | Emma          | 1 episodio        |
| 2018      | Lore                  | Lady Margit   | 1 episodio        |
| 2019–2021 | Dickinson             | Sue Gilbert   | Papel protagónico |

### Teatro
| Año  | Título | Papel | Notas                  |
| ---- | ------ | ----- | ---------------------- |
| 2022 | Closer | Alice | Lyric Theatre, Londres |

## Premios y nominaciones
| Año  | Premio                           | Categoría               | Trabajo nominado        | Resultado | Ref.  |
| ---- | -------------------------------- | ----------------------- | ----------------------- | --------- | ----- |
| 2018 | Toronto After Dark Film Festival | Mejor reparto           | Anna and the Apocalypse | Ganadora  | [ 6 ] |
| 2018 | British Academy Scotland Awards  | Mejor Actriz - Película | Anna and the Apocalypse | Nominada  | [ 7 ] |